# Melissa Berton
Melissa Berton é uma cineasta norte-americana. Como reconhecimento, foi nomeada ao Óscar 2019 na categoria de Melhor Documentário em Curta-metragem por Period. End of Sentence. (2018).